# United We Stand (Hillsong United)
United We Stand è il settimo album live degli Hillsong United con canzoni di lode e adorazione. Il CD è accompagnato da un DVD in cui sono presenti documentario, delle interviste e un documentario-bonus.
La famosa cantante neozelandese Brooke Fraser ha fatto la sua prima comparsa nel gruppo proprio con questo album, cantando la struggente None but Jesus.
United We Stand è stato, tra l'altro, l'album più venduto del 2006 in Canada presso i negozi cristiani al dettaglio.

## Tracce CD[2][3]
1. [An Introduction] (Michael Guy Chislett) - 1:32
2. The Time Has Come (Joel Houston) - 4:40
3. Take It All (Marty Sampson, Matt Crocker, & Scott Ligertwood) - 3:08
4. From God Above (Marty Sampson) - 3:21
5. From the Inside Out (Joel Houston) - 6:18
6. Came to the Rescue (Marty Sampson, Dylan Thomas & Joel Davies) - 4:58
7. [A Reprise] - 2:52
8. None but Jesus (Brooke Fraser) - 5:29
9. [Selah*] - 1:43
10. Fire Fall Down (Matt Crocker) - 10:51
11. Revolution (Scott Ligertwood, Joel Houston, Marty Sampson, Michael Guy Chislett & Brooke Fraser) - 3:44
12. Kingdom Come (Ben Fielding) - 4:58
13. No One Like You (Joel Houston) - 2:37
14. Sovereign Hands (Mia Fieldes) - 5:14
15. The Stand (Joel Houston) - 6:51
16. [Selah**] - 3:37
17. Hallelujah (Rolf Wam Fjell, Matthew Tennikoff & Marty Sampson) - 3:44

## Tracce DVD
1. [An Introduction]
2. The Time Has Come
3. From God Above
4. From the Inside Out
5. Came to My Rescue (reprise)
6. Fire Fall Down
7. Revolution
8. Take It All
9. The Stand
10. [Selah**]
11. Hallelujah

## Unidos Permanecemos
Gli Hillsong United hanno anche registrato nel 2006 una versione spagnola di United We Stand, chiamata Unidos Permanecemos; quest'album è stato pubblicato nel 2007.
1. [Introducción] (Michael Guy Chislett) - 1:32
2. Es Tiempo (Joel Houston) - 4:40
3. Tómalo (Marty Sampson, Matt Crocker & Scott Ligertwood) - 3:08
4. Su Hijo Dio (Marty Sampson) - 3:18
5. Desde Mi Interior (Joel Houston) - 6:29
6. Me Viniste A Rescatar (Marty Sampson, Dylan Thomas & Joel Davies) - 5:22
7. [Repetición] - 2:25
8. Sólo Cristo (Brooke Fraser) - 5:29
9. [Selah*] - 1:42
10. Fuego De Dios (Matt Crocker) - 10:50
11. La Revolución (Scott Ligertwood, Joel Houston, Marty Sampson, Michael Guy Chislett & Brooke Fraser) - 3:46
12. Venga Tu Reino (Ben Fielding) - 4:58
13. Nadie Hay Como Tú (Joel Houston) - 2:37
14. Soberano (Mia Fieldes) - 5:29
15. Aquí Estoy (Joel Houston) - 6:53
16. [Selah**] - 3:39
17. Aleluya (Rolf Wam Fjell, Matthew Tennikoff & Marty Sampson) - 3:43